# Vestpollen
Vestpollen est une localité du comté de Nordland, en Norvège.

## Géographie
Administrativement, Vestpollen fait partie de la kommune de Vågan.